# Turniej Nordycki 1997
Turniej Nordycki 1997 – pierwsza edycja Turnieju Nordyckiego (Skandynawskiego) w historii skoków narciarskich. W tym sezonie odbyły się cztery konkursy. Zwycięzcą całego cyklu został Kazuyoshi Funaki.
Zawody turnieju zostały rozegrane w Lahti, Kuopio, Falun, oraz Oslo.

## Zwycięzcy konkursów
| Lp | Data          | Miejsce | 1. miejsce       | 2. miejsce     | 3. miejsce                     | Źr.   |
| -- | ------------- | ------- | ---------------- | -------------- | ------------------------------ | ----- |
| 1. | 8 marca 1997  | Lahti   | Andreas Widhölzl | Pasi Kytösaho  | Jani Soininen Kazuyoshi Funaki | [ 1 ] |
| 2. | 13 marca 1997 | Kuopio  | Kazuyoshi Funaki | Nicolas Dessum | Primož Peterka                 | [ 2 ] |
| 3. | 14 marca 1997 | Falun   | Primož Peterka   | Dieter Thoma   | Hiroya Saitō                   | [ 3 ] |
| 4. | 16 marca 1997 | Oslo    | Kazuyoshi Funaki | Hiroya Saitō   | Bruno Reuteler                 | [ 4 ] |

## Klasyfikacja końcowa 1997
Zwycięzcą klasyfikacji generalnej został Kazuyoshi Funaki.
| Miejsce | Zawodnik         | Punkty |
| ------- | ---------------- | ------ |
| 1       | Kazuyoshi Funaki | 785,6  |
| 2       | Kristian Brenden | 757,6  |
| 3       | Andreas Widhölzl | 738,9  |
| 4       | Janne Ahonen     | 737,0  |
| 5       | Adam Małysz      | 701,8  |
| 6       | Primož Peterka   | 683,5  |
| 7       | Bruno Reuteler   | 682,3  |
| 8       | Håvard Lie       | 669,6  |
| 9       | Simen Berntsen   | 656,3  |
| 10      | Dieter Thoma     | 647,9  |